# 광역철도
광역철도(廣域鐵道)는 대한민국에서 둘 이상의 시·도에 걸쳐 운행되는 도시철도 또는 철도를 말한다.

## 법적 규정
대도시권 광역교통 관리에 관한 특별법에 '둘 이상의 시·도에 걸쳐 운행되는 도시철도 또는 철도로서 대통령령으로 정하는 요건에 해당하는 도시철도 또는 철도'라고 정의되어 있다.
이 규정의 취지는 국가가 추진하는 철도사업의 건설비의 일부를 지방정부에 부담시키거나, 지방정부가 추진하는 도시철도사업의 건설비의 일부를 국가가 지원해 주기 위한 것으로, 운행형태나 운임체계, 차량형식 등과는 아무런 관련이 없는 것이다. 현행 규정은 광역철도로 지정된 구간의 건설비는 국가가 70%, 지방정부가 30%를 부담하도록 되어있다. 단, 지방정부가 추진하는 사업이면서 서울특별시와 부산광역시, 인천광역시를 지나는 구간의 건설비는 국가와 서울시와 부산시, 인천시가 각각 50%씩 부담한다.
대상 구간은 국토교통부장관, 특별시장, 광역시장, 특별자치시장, 도지사가 국가교통위원회의 심의를 거쳐 지정·고시한다

### 지정 요건
대도시권 광역교통 관리에 관한 특별법 시행령 제4조에 따라, 광역철도로 지정받기 위해서는 다음의 요건을 갖추어야 한다.
- 특별시·광역시·특별자치시 또는 도(이하 "시·도"라 한다.) 간의 일상적인 교통수요를 대량으로 신속하게 처리하기 위한 도시철도 또는 철도이거나 이를 연결하는 도시철도 또는 철도일 것
- 전체 구간이 별표 1에 따른 대도시권의 범위에 해당하는 지역에 포함되고, 같은 표에 따른 권역별로 다음 각 목의 구분에 따른 지점을 중심으로 반지름 40킬로미터 이내일 것.

| 대도시권         | 기준 지점                            | 대도시권의 범위                                                                                     |
| ---------------- | ------------------------------------ | --------------------------------------------------------------------------------------------------- |
| 수도권           | 서울특별시청 인천광역시청 경기도청   | 서울특별시, 인천광역시, 경기도                                                                      |
| 부산·경남·울산권 | 부산광역시청 경상남도청 울산광역시청 | 부산광역시, 울산광역시, 경상북도 경주시, 경상남도 양산시, 김해시, 창원시                            |
| 대구권           | 대구광역시청                         | 대구광역시, 경상북도 구미시, 경산시, 영천시, 군위군 청도군, 고령군, 성주군, 칠곡군, 경상남도 창녕군 |
| 광주권           | 광주광역시청                         | 광주광역시, 전라남도 나주시, 담양군, 화순군, 함평군, 장성군                                         |
| 대전권           | 대전광역시청                         | 대전광역시, 세종특별자치시, 충청남도 공주시, 논산시, 계룡시, 금산군 충청북도 청주시, 보은군, 옥천군 |

- 참고로, 군산, 익산, 전주시를 연결하는 연담도시권을 전북 대도시광역권으로 보기도 함.
- 표정속도(표정속도, 출발역에서 종착역까지의 거리를 중간역 정차 시간이 포함된 전 소요시간으로 나눈 속도를 말한다.)가 50킬로미터(도시철도를 연장하는 광역철도의 경우에는 시속 40킬로미터) 이상일 것

### 지정 연혁
- 1998년 6월 30일 건설교통부고시 제1998-202호로 중앙선 청량리역~덕소역, 경원선 의정부역~동두천역, 용산선 용산역~가좌역, 경의선 가좌역~문산역, 수인선 수원역~한대앞역 및 인천역~한대앞역, 분당선 왕십리역~선릉역 및 오리역~수원역 구간을 광역철도로 지정
- 2000년 11월 14일 건설교통부고시 제2000-285호로 동해남부선 부전역~울산역 구간을 광역철도로 지정
- 2003년 11월 17일 건설교통부고시 제2003-277호로 경춘선 망우역~금곡역 구간을 광역철도로 지정
- 2005년 11월 3일 건설교통부고시 제2005-342호로 경원선 동두천역~소요산역 구간을 광역철도로 지정
- 2011년 12월 30일 국토해양부고시 제2011-833호로 동해남부선 부전역~울산역 구간 지정 해제
- 2015년 8월 24일 국토교통부고시 제2015-602호로 서울7호선 양주연장(도봉산~양주), 충청권 광역철도(논산~조치원), 대구1호선 하양연장(안심~하양), 대구권 광역철도(구미~경산)를 광역철도로 지정

## 대한민국의 광역철도
- 수도권 전철
  - ● 수도권 전철 1호선
    - 경원선 : 청량리역 ~ 연천역
    - 경부선 : 서울역 ~ 두정역
    - 경인선 : 구로역 ~ 인천역
    - 경부고속선 : 금천구청역 ~ 광명역
    - 병점기지선 : 병점역 ~ 서동탄역
    - 천안직결선 : 두정역 ~ 천안역
    - 장항선 : 천안역 ~ 신창역

  - ● 수도권 전철 3호선
    - 일산선 : 지축역 ~ 대화역

  - ● 수도권 전철 4호선
    - 진접선 : 불암산역 ~ 진접역
    - 과천선 : 남태령역 ~ 금정역
    - 안산선 : 금정역 ~ 오이도역[1]

  - ● 수도권 전철 5호선
    - 하남선 : 상일동역 ~ 하남검단산역

  - ● 수도권 전철 8호선
    - 별내선 : 암사역 ~ 별내역

  - ● 수도권 전철 경의·중앙선
    - 경의선 : 서울역 ~ 도라산역
    - 용산선 : 용산역 ~ 가좌역
    - 경원선 : 용산역 ~ 청량리역
    - 중앙선 : 청량리역 ~ 지평역

  - ● 수도권 전철 수인·분당선
    - 분당선 : 청량리역 ~ 수원역
    - 수인선 : 수원역 ~ 한대앞역 ~ 오이도역[2] ~ 인천역

  - ● 수도권 전철 경춘선
    - 망우선 : 광운대역 ~ 망우역
    - 경춘선 : 망우역 ~ 춘천역

  - ● 인천국제공항철도 : 서울역 ~ 인천공항2터미널역
  - ● 신분당선 : 신사역 ~ 광교역
  - ● 수도권 전철 경강선 : 판교역 ~ 여주역
  - ● 수도권 전철 서해선 : 대곡역 ~ 김포공항역 ~ 소사역 ~ 원시역

- 부산 도시철도
  - ● 동해선 광역전철 : 태화강역 ~ 부전역

- 대구 도시철도
  - ● 대경선 : 구미역 ~ 경산역

### 개통 예정/기획 노선
- 충청권 광역철도
- ■대전-세종-충북 광역철도(● 대전 도시철도 1호선의 일부)

## 사진

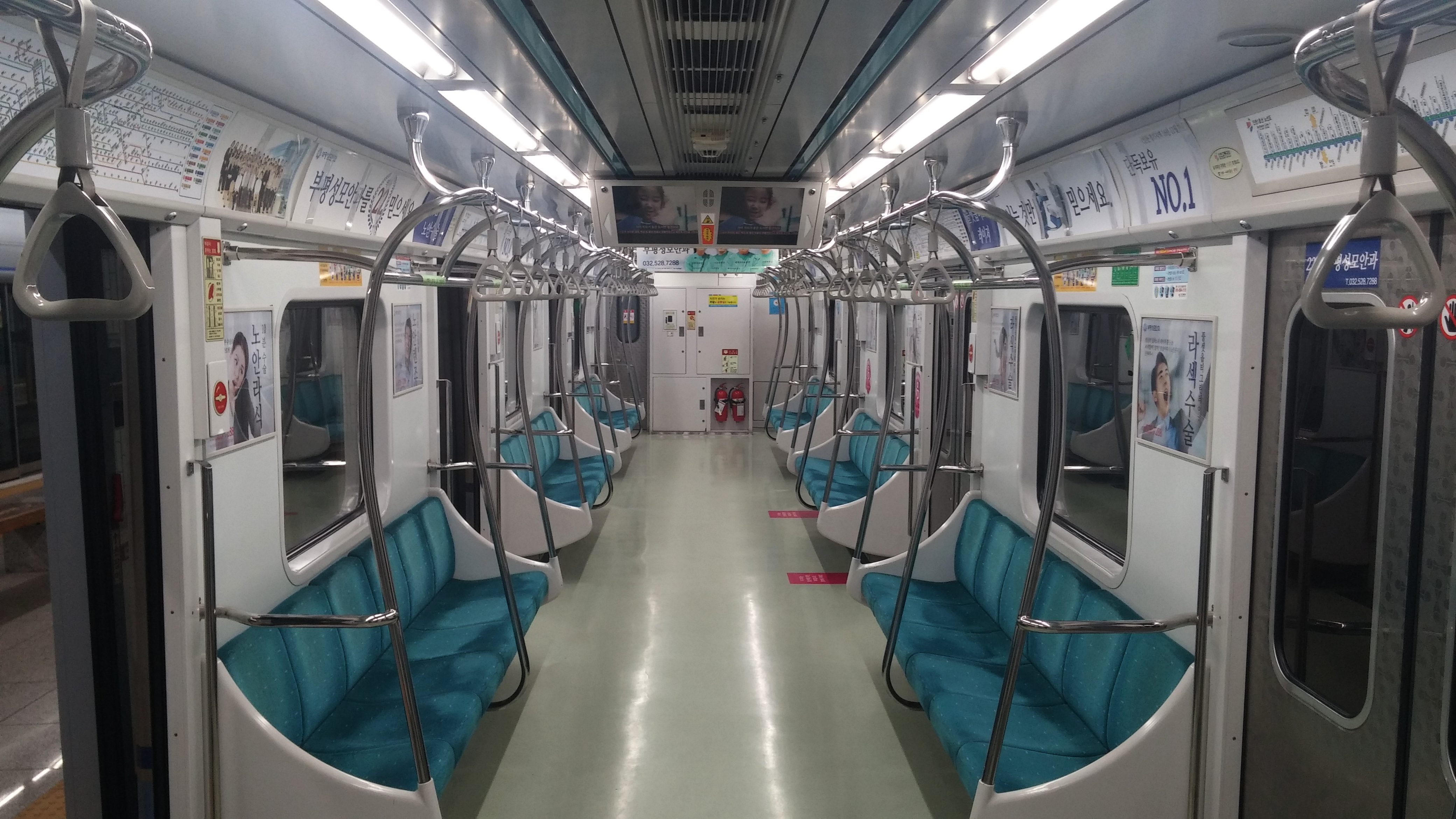
1127호 차량 실내 1
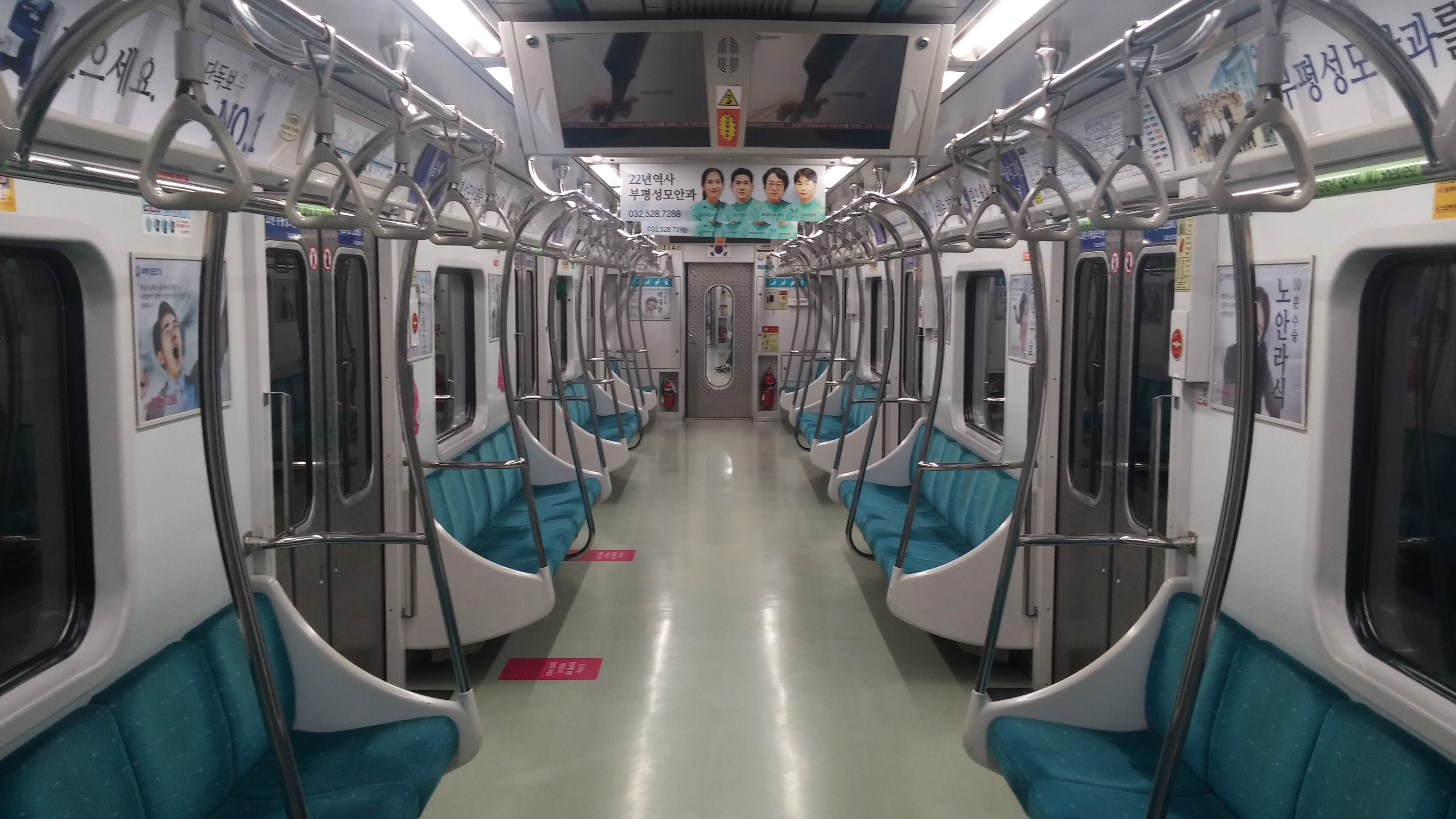
1127호 차량 실내 2
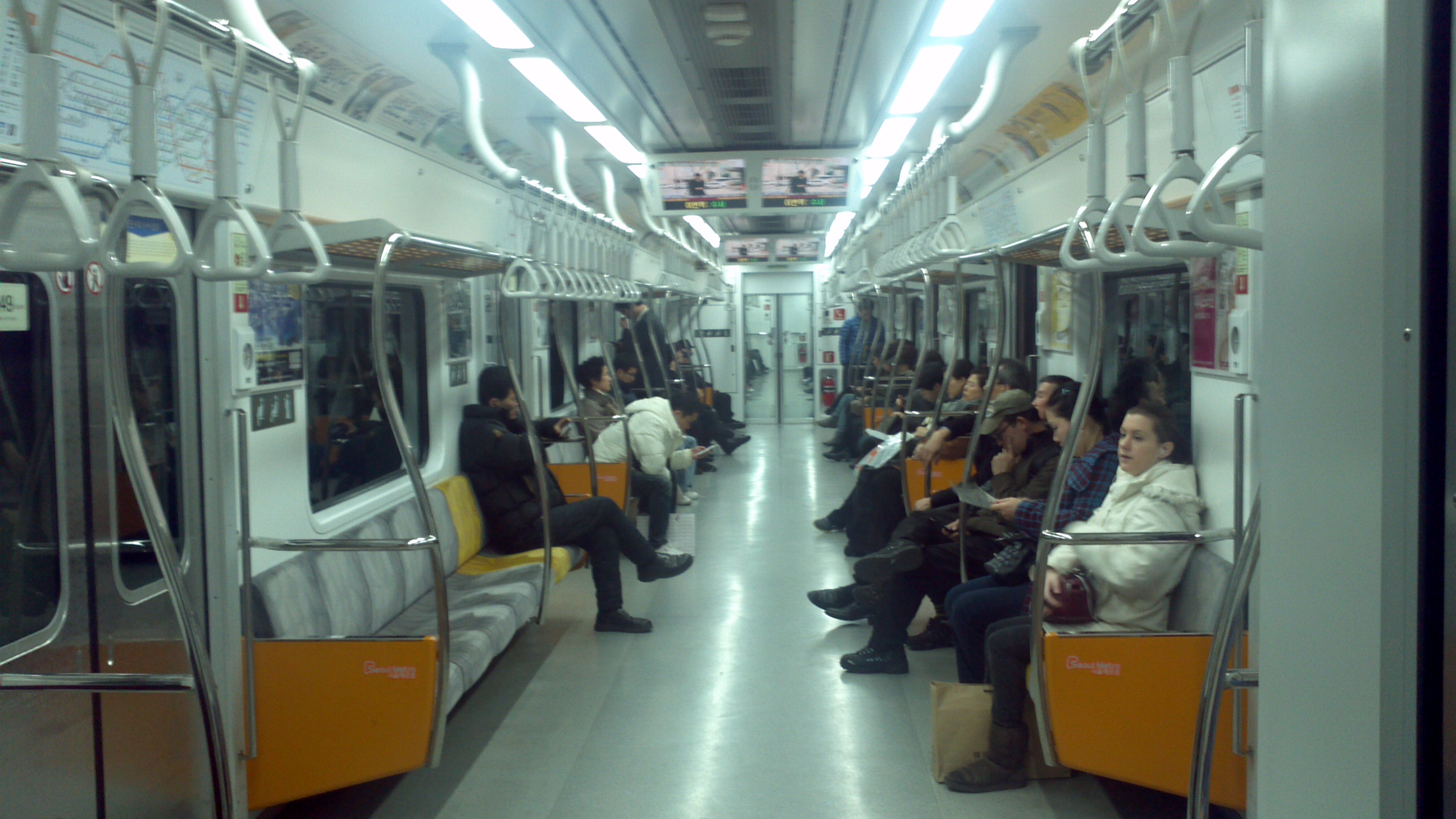
349편성 차량 실내 1
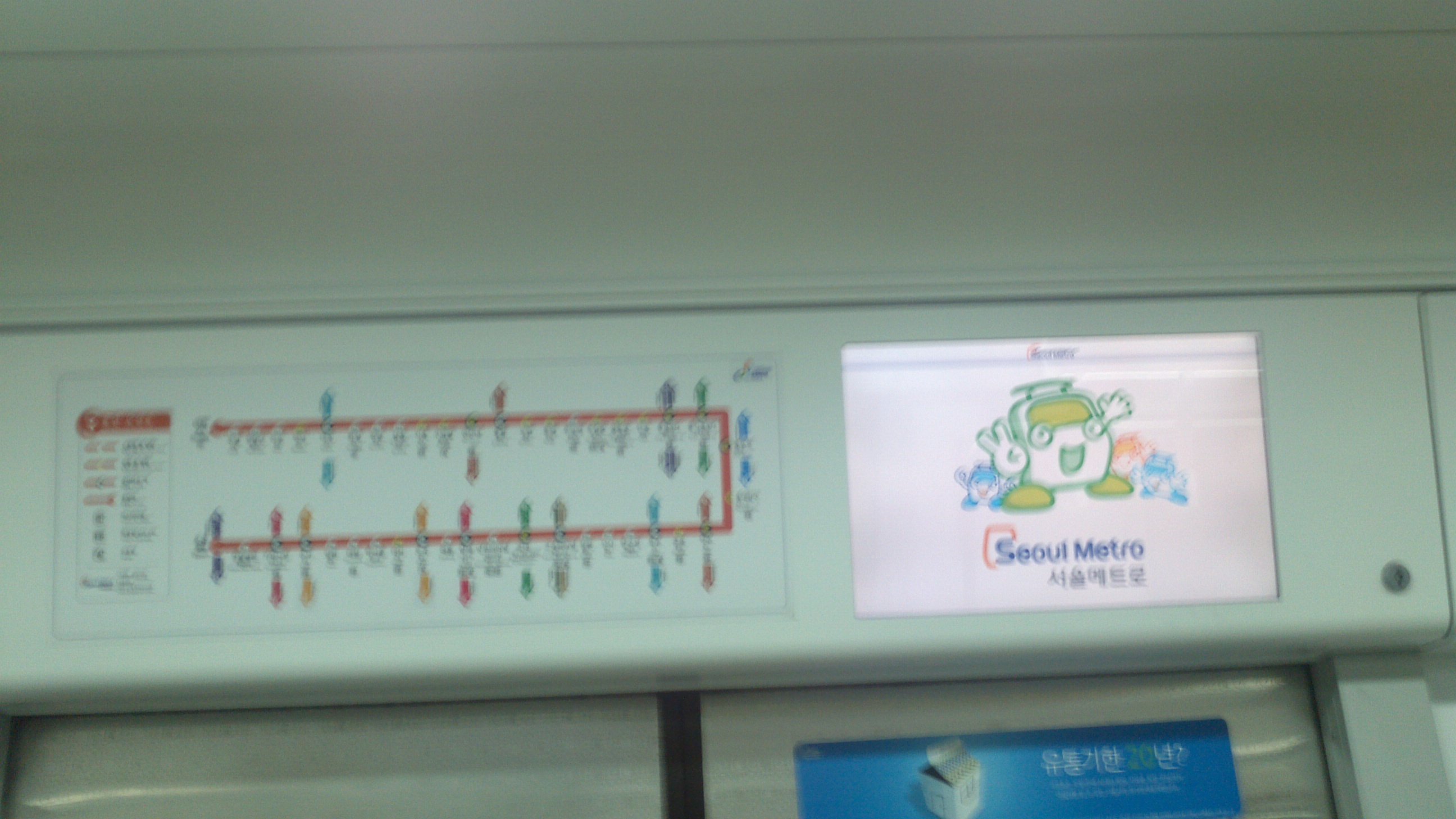
349편성 차량 실내 2

## 같이 보기
- 도시 철도
- 통근철도